# Shiori Itō
Shiori Itō (Kanagawa 17 mei 1989) is een Japans journalist, schrijver en filmregisseur. Ze is bekend als een van de voornaamste activisten uit de Japanse #MeToo beweging. In 2020 kreeg ze voor haar activisme een plaats in “Time Magazine most influential 100” van 2020.

## Black Box Diaries
Itō regisseerde de documentaire Black Box Diaries, die het verhaal vertelt van haar eigen verkrachting in 2015 door de Japanse tv-journalist Noriyuki Yamaguchi. Op dat moment heeft ze met hem een afspraak voor een sollicitatiegesprek. Yamaguchi heeft invloedrijke kennissen, en de aangifte wordt geseponeerd. Itō laat het er niet bij zitten, en gaat zelf op zoek naar aanvullend en sluitend bewijsmateriaal en klaagt Yamaguchi aan. In Japan is dit ongekend, omdat er nauwelijks wordt gesproken over verkrachting, en aanranding dagelijkse praktijk is. Daardoor wordt haar aangifte wederom geseponeerd, en spant ze in 2017 een civiele zaak aan, die ze in 2019 wint, Yamaguchi wordt schuldig bevonden en moet een schadevergoeding betalen.
In 2024 won Itō de filmprijs Gouden Oog voor deze documentaire.

## Boeken
- Black Box, 2017[3]
- Swim Naked, 2023[6]

## Documentaires
- Black Box Diaries, 2024[3]

## Prijzen
- Free Press Association of Japan Award for Best Journalism, 2018[7]
- Time Magazine most influential 100, 2020[4]
- One Young World Journalist of the Year, 2022[8]